# Des'ree
Desiree Weeks, mais conhecida como Des'ree (Londres, 30 de novembro de 1968), é uma cantora inglesa popular durante a década de 1990, sendo mais lembrada por seus hits "Feel So High", "You Gotta Be", "Kissing You" e "Life".

## Biografia
Des'ree foi criada no sul de Londres. Seus pais, que haviam se mudado para a Inglaterra do Caribe, a introduziram na música com reggae, calipso e jazz. Ela decidiu seguir a carreira musical durante uma viagem de três anos a Barbados, quando tinha 14 anos. Em 1992, o single "Feel So High" foi extensivamente tocado internacionalmente em airplay e alcançou a posição n.º 13 no Reino Unido e a #28 na Austrália.
Em 1994, seu single "You Gotta Be" chegou ao n.º da Billboard Hot 100, dos Estados Unidos, e permaneceu no topo da parada musical inglesa por três semanas. "You Gotta Be" se tornou o vídeo mais tocado no VH1 e esteve na parada de airplays da Billboard por 80 semanas.
Depois disso, seu segundo álbum, I Ain't Movin', vendeu 1,6 milhão de cópias mundialmente. Ela entrou em uma turnê nos EUA com o cantor Seal em 1995. Em 16 de janeiro de 1996, apresentou-se no Brasil, mais precisamente no Metropolitan, na Barra da Tijuca, Rio de Janeiro. No mesmo ano, gravou a canção "Kissing You" para a trilha sonora do filme Romeo + Juliet.
Em 1998, seu single "Life" se tornou um hit na Europa. Em 1999, ela ganhou um BRIT Award na categoria de Melhor Artista Solo Britânica.
Ela lançou o álbum Dream Soldier em 2003.
Des'ree participa da PETA.

## Vida pessoal
Des'ree é vegetariana. Em 2002, ela cursou fotografia e cerâmica no Camberwell College of Arts. Em 2007, Des'ree processou Beyoncé por regravar sua canção "I'm Kissing You" sem a permissão dela. Pediu cerca de US$ 150 mil de indenização, além do recolhimento dos discos e a proibição do áudio e do vídeo da música. Beyoncé perdeu o processo e a faixa "Still in Love", sua cover de "I'm Kissing You", foi retirada das edições seguintes do álbum B'Day Deluxe Edition. A música original de Des'ree fez parte da trilha do filme Romeo + Juliet.

## Discografia

### Álbuns
| Álbum           | Detalhes                                                                                 | Melhores posições | Melhores posições | Melhores posições | Melhores posições | Melhores posições | Melhores posições | Vendas                                                        | Certificação                                                               |
| Álbum           | Detalhes                                                                                 | UK                | AUS               | ALE               | NLD               | NZ                | US                | Vendas                                                        | Certificação                                                               |
| --------------- | ---------------------------------------------------------------------------------------- | ----------------- | ----------------- | ----------------- | ----------------- | ----------------- | ----------------- | ------------------------------------------------------------- | -------------------------------------------------------------------------- |
| Mind Adventures | - Lançamento: 17 de fevereiro de 1992 - Formatos: CD, download digital - Gravadora: Sony | 26                | 39                | 53                | 57                | —                 | —                 | - : 400,000 - : 60,000 - : 50,000 - : 28,000                  | - BPI: Prata - Music Canada: Ouro                                          |
| I Ain't Movin'  | - Lançamento: 09 de maio de 1994 - Formatos: CD, download digital - Gravadora: Sony      | 13                | 14                | 91                | 77                | 9                 | 27                | - : 2,000,000 - : 1,000,000 - : 60,000 - : 35,000             | - BPI: Prata - RIAA: Platina - ARIA: Ouro - RMNZ: Ouro                     |
| Supernatural    | - Lançamento: 29 de junho de 1998 - Formatos: CD, download digital - Gravadora: Sony     | 16                | 27                | 17                | 4                 | 41                | 185               | - : 1,500,000 - : 100,000 - : 200,000 - : 150,000 - : 100,000 | - BPI: Ouro - SNEP: Ouro - BEA: Ouro - RIAJ: Platina - PROMUSICAE: Platina |
| Dream Soldier   | - Lançamento: 31 de março de 2003 - Formatos: CD, download digital - Gravadora: Sony     | 178               | —                 | —                 | —                 | —                 | —                 |                                                               |                                                                            |
| A Love Story    | - Lançamento: 11 de Outubro de 2019 - Formatos: CD, download digital                     |                   |                   |                   |                   |                   |                   |                                                               |                                                                            |

### Singles
- 1991: "Feel So High"
- 1992: "Feel So High" (relançamento)
- 1992: "Mind Adventures"
- 1992: "Why Should I Love You"
- 1993: "Delicate" (com Terence Trent D'Arby)
- 1994: "You Gotta Be"
- 1994: "I Ain't Movin'"
- 1994: "Little Child"
- 1995: "You Gotta Be" (remix)
- 1997: "Kissing You"
- 1998: "Fire" (com Babyface)
- 1998: "Life"
- 1998: "What's Your Sign"
- 1998: "Best Days" (Espanha e América do Sul)
- 1998: "God Only Knows" (Japão)
- 1999: "You Gotta Be" (2º remix)
- 1999: "Ain't No Sunshine" (feat. Ladysmith Black Mambazo)
- 2003: "It's Okay"
- 2003: "Why"
- 2019: "Don't be Affraid"[8]